# فرشته‌کوسه تایوان
فرشته‌کوسه تایوان (نام علمی: Squatina formosa) نام یک گونه از سرده فرشته‌کوسه‌سانان است.